# 杜景臣
杜景臣（と・けいしん、1952年-　）は中国人民解放軍の軍人。出生地、籍貫地は、山東省郯城県。2014年12月現在、海軍中将、中国人民解放軍海軍副司令員である。中国共産党党員。

## 経歴
1952年山東省郯城県に生まれる。籍貫も同地である。海軍駆逐艦支隊支隊長を務める。2002年海軍旅順基地副参謀長、2003年12月海軍参謀長助理、2007年7月南海艦隊参謀長となる。2008年12月ソマリア沖護衛任務派遣部隊の総指揮官となる。2009年12月南京軍区副司令員及び東海艦隊司令員を兼務する。2010年12月海軍参謀長となる。2011年海軍中将に昇格する。2014年8月海軍副司令員となる。